# Zadarska revija
Zadarska revija bio je hrvatski časopis za kulturu, znanost i umjetnost.

## Povijest
Časopis je 1952. godine počeo izdavati Klub prosvjetnih radnika Juraj Baraković, a dvije godine kasnije nastavio Ogranak Matice hrvatske u Zadru. Zadnji broj objavljen je 1991. godine, a izdavanje časopisa nastavljeno je pod novim nazivom Zadarska smotra.
Glavni urednici časopisa bili su Ljubomir Maštrović, Dinko Foretić, Ante Franić i Julije Derossi.

## Sadržaj
Časopis je objavljivao radove posvećene zadarskom području, ali i one vezane za druga područja.Neki od poznatijih suradnika bi li su Tomislav Dretar, Tereza Ganza-Aras, Joja Ricov, Stijepo Obad, Bernardin Škunca, Ljubomir Antić, Ivan Aralica, Dinko Foretić, Branimir Glavičić i drugi.
Časopis nije dostupan u digitalnom obliku.